# SPELL
SPELL (Servisc de Planificazion y Eleborazion dl Lingaz Ladin - Servizio di Pianificazione e Elaborazione della Lingua Ladina) è un progetto promosso dall'Union Generela di Ladins nel 1994 che mira alla creazione di una lingua ladina standard che unisca tutti gli idiomi ladini delle dolomiti (valli ladine dell'Alto Adige, della Provincia di Trento e di quella di Belluno).
Il fine di questa varietà linguistica standardizzata, creata in collaborazione con linguisti delle Università di Innsbruck e di Zurigo, è quello di costituire una piattaforma praticabile per tutte le istituzioni extravalligiane. In effetti, data la presenza di numerose varianti linguistiche (cambiano di valle in valle), le diverse autorità territoriali, farebbero meno fatica a rivolgersi a tutti i cittadini ladino-dolomitici utilizzando una sola lingua unificata, standardizzata e codificata.
In pratica, lo SPELL (o ladin dolomitan) sostituirebbe il tedesco o l'italiano, laddove per motivi pratici, senza l'esistenza di SPELL sarebbe necessario ricorrere ad una lingua "straniera" per potersi rivolgere ai ladini delle diverse vallate.
Ci si è riferiti a ciò che già è stato fatto per il romancio dei Grigioni. Qui il linguista Heinrich Schmid si era avventurato nel complesso mosaico dei dialetti romanci, dal quale ha estrapolato la lingua che oggi è la quarta ufficiale della Confederazione. Schmid era quindi la persona più qualificata per seguire lo stesso lavoro tra le Dolomiti, e venne chiamato per dirigere i lavori, che terminarono nel 1999 con la morte del linguista, ma anche con la pubblicazione del Dizionar e della Grammatica dl ladin standard, fondamenti teorici della nuova varietà linguistica.
Si è riscontrata solamente nella Val Gardena una forte opposizione contro l'introduzione del ladin standard o anche ladin dolomitan. Nelle altre vallate ladine il progetto ha riscontrato inizialmente sostegno da parte della popolazione e istituzioni locali, ma ha stentato a trovare pratica diffusione.
Nel 2003 sono state pubblicate le 11 tesi per una politica linguistica interladina.